# Тринаест десерта
Тринаест десерта (окцитански: lei tretze dessèrts) су традиционални десерти који се конзумирају за прославу Божића у француској регији Прованса. „Велика вечера“ (le gros souper)) завршава се ритуалним 13 посластица, који представљају Исуса Христа и 12 апостола. Десерт увек има тринаест, али тачне намирнице односно јела која се конзумирају варирају у зависности од локалне или породичне традиције. Храна се традиционално поставља на Бадње вече и остаје на трпези три дана до 27. децембра.

## Суво воће и ораси
Прва четири су позната као „четири просјака“ (les quatre mendiants), који представљају четири монашка реда: доминиканце, фрањевце, августинце и кармелићане.
- Суво грожђе (Доминиканци)
- Ораси или лешници[4] (августинци)
- Суве смокве (фрањевци)
- Бадеми (кармелићани)
- Датуле, којe представљају храну области где је Христ живео и умро[5]
- Суве шљиве из Брињола

## Свеже воће
- Јабуке
- Крушке
- Наранџе
- Зимска диња
- Грожђе
- Мандаринa

## Слаткиши
- Бискотини (кекси) из Екса
- Calissons d'Aix, бомбон налик на марципан направљен од бадемове пасте и кандиране диње.
- Цандед цитрон
- Casse-dents de Allauch (кекс)
- Кекси од кумина и семена коморача
- Пржемне кроштуле
- Воћни туре
- Oreillettes, лагани танки вафли [2]
- Pain d'epices
- Pompes à l'huile или fougasse à l'huile d'olive, слатки колач или бриош направљен од воде наранџе и маслиновог уља[5]
- Сир од дуње / паста од дуње (Pâte de coing)
- Бадњак
- Две врсте нуга, које симболизују добро и зло[1]
  - Црни нугат са медом (Nougat noir au miel), тврди слаткиш направљен од меда и бадема
  - Бели нугат (Nougat blanc), меки слаткиш направљен од шећера, јаја, пистаћа, меда и бадема

## Француски свадбени ресторани
Бејл Сент Џон, пише у The Purple Tints of Paris (том 2) „Јела су обилна; супа, кувана говедина, телетина, салата, сир, јабуке и оно што се из неког мистериозног разлога назива четири просјака — ораси, смокве, бадеми и суво грожђе, помешани заједно."